# Sylvia Hoffman (Autorin)
Sylvia Hoffman (* 31. August 1938 in Berlin, oft „Sylvia Hoffmann“ oder „Sylvia Hofmann“ buchstabiert) ist eine deutsche Autorin und Fernsehregisseurin. In den 1980er und 1990er Jahren war sie für den Hessischen Rundfunk eine bedeutende Autorin und Regisseurin für die Fernsehreihe „Tatort“. Von 2009 bis 2013 war sie künstlerische Leiterin des Volkstheaters Frankfurt.

## Werdegang
Hoffman wurde 1938 als Tochter eines Dirigenten und einer Opernsängerin in Berlin geboren. Im Jahre 1958 heiratete sie den amerikanischen Journalisten und Schriftsteller Richard Huffman. Das Paar hat drei Töchter und lebte in Paris, München, Washington D.C. und betrieb ein Theater in New York. 
Ihre künstlerische Laufbahn begann Hoffman im 1959 mit dem Schreiben von Hörspielen, die von einer Vielzahl deutschsprachiger Sender ausgestrahlt wurden. Zum Film gelangte sie 1982 als Drehbuchautorin und Regisseurin für die Serie „Kontakt bitte“ (Taunusfilm). In den folgenden 25 Jahren schrieb sie Drehbücher und/oder führte Regie für eine Vielzahl von Folgen der Serien „Peter Strohm“, „Lauter Glückspilze“ und „Ärzte“ sowie fünfzehn Folgen der Krimireihe „Tatort“ und neun Fernsehfilme für das Hauptabendprogramm der ARD. Ihr erstes von insgesamt vier Theaterstücken schrieb sie 1981 („Der Quereinsteiger“). Ferner veröffentlichte der Rowohlt Verlag im Jahre 1982 Sylvia Hoffmans einzigen Roman „Kältetraining“.

## Filmographie

### Fernsehserien und -reihen
| Titel                      | Fernsehserie  | Tätigkeit               | Erstausstrahlung | Produzent            |
| Der Mord danach            | Tatort        | Drehbuch                | 1985             | Hessischer Rundfunk  |
| Blindflug                  | Tatort        | Drehbuch und Regie      | 1987             | Hessischer Rundfunk  |
| Ausgeklinkt                | Tatort        | Drehbuch und Regie      | 1988             | Südwestfunk          |
| Kopflos                    | Tatort        | Regie                   | 1989             | Hessischer Rundfunk  |
| Rikki                      | Tatort        | Drehbuch und Regie      | 1991             | Hessischer Rundfunk  |
| Der Rastplatzmörder        | Tatort        | Drehbuch und Regie      | 1994             | Hessischer Rundfunk  |
| Eulenburg                  | Tatort        | Drehbuch und Regie      | 1997             | Hessischer Rundfunk  |
| Das Totenspiel             | Tatort        | Drehbuch und Regie      | 1997             | Hessischer Rundfunk  |
| Schlüssel zum Mord         | Tatort        | Regie                   | 1997             | Sender Freies Berlin |
| Der zweite Mann            | Tatort        | Regie                   | 1998             | Sender Freies Berlin |
| Todesbote                  | Tatort        | Drehbuch und Regie      | 1998             | Hessischer Rundfunk  |
| Blinde Kuriere             | Tatort        | Drehbuch und Regie      | 1999             | Hessischer Rundfunk  |
| Mauer des Schweigens       | Tatort        | Drehbuch und Regie      | 2000             | Hessischer Rundfunk  |
| Havarie                    | Tatort        | Drehbuch und Regie      | 2001             | Hessischer Rundfunk  |
| Heiße Grüße aus Prag       | Tatort        | Regie                   | 2002             | MDR                  |
| Nachtrunden                | Ärzte         | Drehbuch und Regie      | 1994             | Hessischer Rundfunk  |
| Schattenzone               | Ärzte         | Regie                   | 1996             | Hessischer Rundfunk  |
| Einsteins Tod              | Peter Strohm  | Regie                   | 1990             | Hessischer Rundfunk  |
| Mit tödlicher Unsicherheit | Peter Strohm  | Drehbuch und Regie      | 1991             | Hessischer Rundfunk  |
| Fair Play                  | Peter Strohm  | Regie                   | 1995             | Sender Freies Berlin |
| Unter Brüdern              | Peter Strohm  | Regie                   | 1995             | Sender Freies Berlin |
| Ca. 30 Folgen              | Kontakt bitte | Drehbuch und/oder Regie | 1982–1987        | Taunus Film          |
| 3 Folgen                   | Glückspilze   | Drehbuch und/oder Regie | 1985             | Südwestrundfunk      |

1. ↑  Anm. 1: Zusammen mit Hans Kelch.

### Fernsehfilme
| Titel               | Dauer (min) | Produktionsjahr | Tätigkeit          | Produzent                    |
| Unser Sohn in Rio   | 90          | 1976            | Drehbuch           | Zweites Deutsches Fernsehen  |
| Bäume ausreissen    | 90          | 1979            | Drehbuch           | Zweites Deutsches Fernsehen  |
| Achtung Chance      | 90          | 1980            | Drehbuch           | Zweites Deutsches Fernsehen  |
| Herbstfeuer         | 90          | 1982            | Drehbuch und Regie | Taunus Film                  |
| In der Stille Mord  | 90          | 1989            | Drehbuch und Regie | Deutsch-franz. Co-Produktion |
| Hüpfendes Fleisch   | 90          | 1990            | Regie              | Hessischer Rundfunk          |
| Liebesreise         | 90          | 1992            | Drehbuch und Regie | Deutsch-franz. Co-Produktion |
| Für immer und jetzt | 90          | 2004            | Drehbuch und Regie | Hessischer Rundfunk          |
| Späte Aussicht      | 90          | 2007            | Regie              | Hessischer Rundfunk          |

## Theaterstücke
| Titel                     | Entstehungsjahr | Uraufführung | Ort                   |
| Der Quereinsteiger        | 1981            | 2013         | Wien, Der Grüne Wagen |
| Kontakte                  | 1982            | 2014         | Taunusstein           |
| Das Geheimnis der Fliegen | 2009            |              |                       |
| Eine russische Idee       | 2013            |              |                       |